# Desa Tesabela (administrativ by i Indonesien, lat -10,30, long 123,52)
Desa Tesabela är en administrativ by i Indonesien.   Den ligger i provinsen Nusa Tenggara Timur, i den sydöstra delen av landet, 1 900 km öster om huvudstaden Jakarta.